# Братюк, Наталья Андреевна
Ната́лья Андре́евна Братю́к (род. 9 августа 1997, Новодвинск, Архангельская область) — российская биатлонистка, лыжница и стрелок. Двукратный бронзовый призёр зимних Паралимпийских игр. Заслуженный мастер спорта России по биатлону и лыжным гонкам, мастер спорта России среди спортсменов с ПОДА.
Чемпионка России 2023 по стрельбе из пневматического пистолета на 10 метров.
Выступала на Зимних Паралимпийских играх 2018  в статусе нейтрального паралимпийского спортсмена.

## Награды
- Медаль ордена «За заслуги перед Отечеством» I степени (17 марта 2014 года) — за большой вклад в развитие физической культуры и спорта, высокие спортивные достижения на XI Паралимпийских зимних играх 2014 года в городе Сочи[1].
- Заслуженный мастер спорта России.